# Hopkinsia
Hopkinsia é um género botânico pertencente à família Anarthriaceae.

## Espécies
- Hopkinsia adscendens
- Hopkinsia anoectocolea
- Hopkinsia calovaginata
- Hopkinsia scabrida